# Vittorio Morelli di Popolo
Vittorio Morelli dei Conti di Popolo dei Marchesi di Ticineto (ur. 11 maja 1888 w Turynie, zm. 10 kwietnia 1963 tamże) – włoski piłkarz, grający na pozycji obrońcy i trener piłkarski.

## Kariera klubowa
Całą karierę spędził w Torino FC, w którym grał w latach 1907-1915.

## Kariera reprezentacyjna
W reprezentacji Włoch rozegrał 1 mecz. Miał on miejsce podczas igrzysk olimpijskich w 1912.

## Kariera trenerska
W sezonie 1930/1931 był trenerem Torino FC.